# Heinrich Bunke
Heinrich Bunke, född 24 juli 1914 i Wohlde, Landkreis Celle, död i september 2001 i Celle, var en tysk promoverad läkare. Inom ramen för Tredje rikets så kallade eutanasiprogram Aktion T4 var han verksam på anstalterna (NS-Tötungsanstalt) i Brandenburg an der Havel och Bernburg.
Vid en rättegång 1967 frikändes Bunke. År 1970 upphävdes domen av Bundesgerichtshof och en ny rättegång inleddes. Bunke ansågs dock inte kunna åtalas på grund av sitt hälsotillstånd. Trots detta fortsatte han att praktisera som läkare. Den 18 maj 1987 dömde Landgericht Frankfurt am Main Bunke till fyra års fängelse för medhjälp till mord i minst 11 000 fall. Domen överklagades och den 14 december 1988 reducerade Bundesgerichtshof straffet till tre års fängelse för medhjälp till mord i 9 200 fall.